# Подгорное (Уваровский район)
Подго́рное —  село в Уваровском районе Тамбовской области России. Административный центр Подгорненского сельсовета.

## География
Село расположено вблизи автомобильной трассы Тамбов — Пенза, у южной границы города Уварово, административного центра района.

## Население
| 2010 |
| ---- |
| 108  |

### Национальный состав
Согласно результатам переписи 2002 года, в национальной структуре населения русские составляли 96 %.